# Joel Lindpere

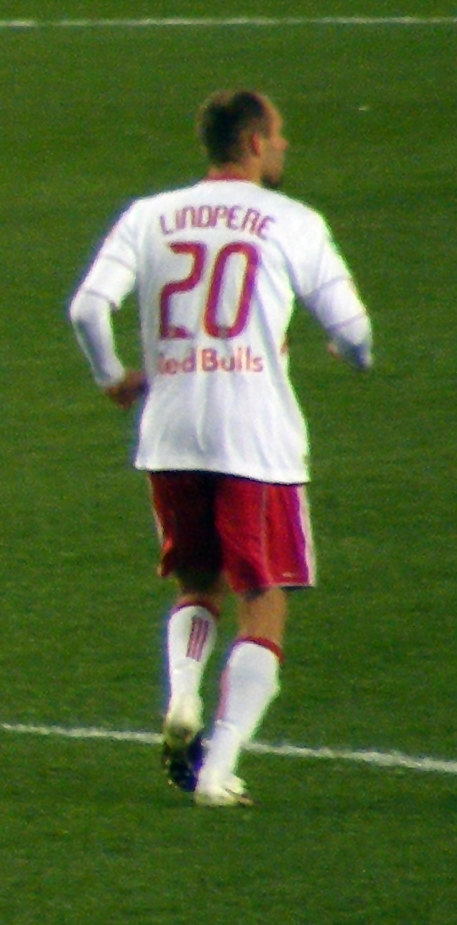
Lindpere con New York Red Bulls

 Joel Lindpere  es un ex futbolista estonio, que jugó en el equipo Red Bull New York de Estados Unidos, donde firmó por dos años. Se desempeñaba en la posición de mediocampista. Era un habitual en las convocatorias de la selección mayor de Estonia.

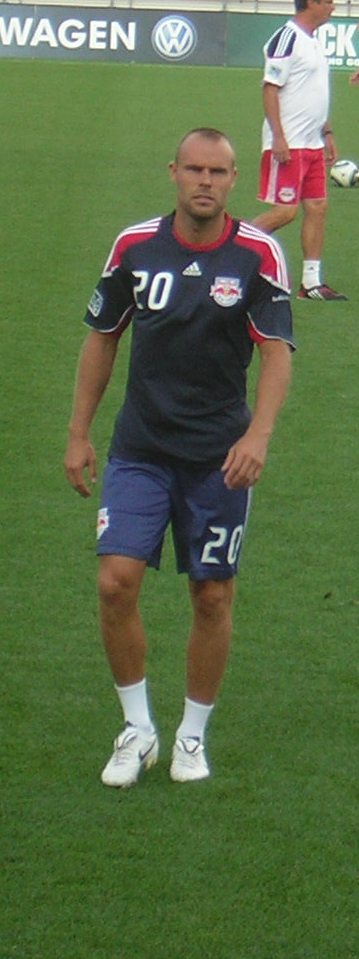
Lindpere con New York Red Bulls

## Clubes
| Club                        | País            | Año       |
| --------------------------- | --------------- | --------- |
| JK Nõmme Kalju              | Estonia         | 1997      |
| Lelle SK                    | Estonia         | 1998-1999 |
| FC Flora Tallinn            | Estonia         | 2000-2001 |
| FC Valga Warrior (préstamo) | Estonia         | 2001-2002 |
| FC Flora Tallinn            | Estonia         | 2002-2006 |
| CSKA Sofia (préstamo)       | Bulgaria        | 2004-2005 |
| Tromsø IL                   | Noruega         | 2007-2009 |
| Red Bull New York           | Estados Unidos  | 2010-2012 |
| Chicago Fire                | Estados Unidos  | 2013      |
| Football Club Baník Ostrava | República Checa | 2014-2015 |
| JK Nõmme Kalju              | Estonia         | 2015      |

## Títulos

### Club
- FC Flora Tallinn
  - Meistriliiga: 2002, 2003
    - Subcampeón: 2000

  - Copa de Estonia
    - Subcampeón: 2003, 2006

  - Supercopa de Estonia: 2002, 2003
    - Subcampeón: 2006
- CSKA Sofia
  - Liga Profesional de Bulgaria: 2004-05
  - Supercopa de Bulgaria
    - Subcampeón: 2005